# Role (Miastko)
Role (deutsch Grünwalde) ist ein Dorf in der Woiwodschaft Pommern in Polen. Es gehört zur Gmina Miastko (Gemeinde Rummelsburg)  im Powiat Bytowski (Bütower Kreis).

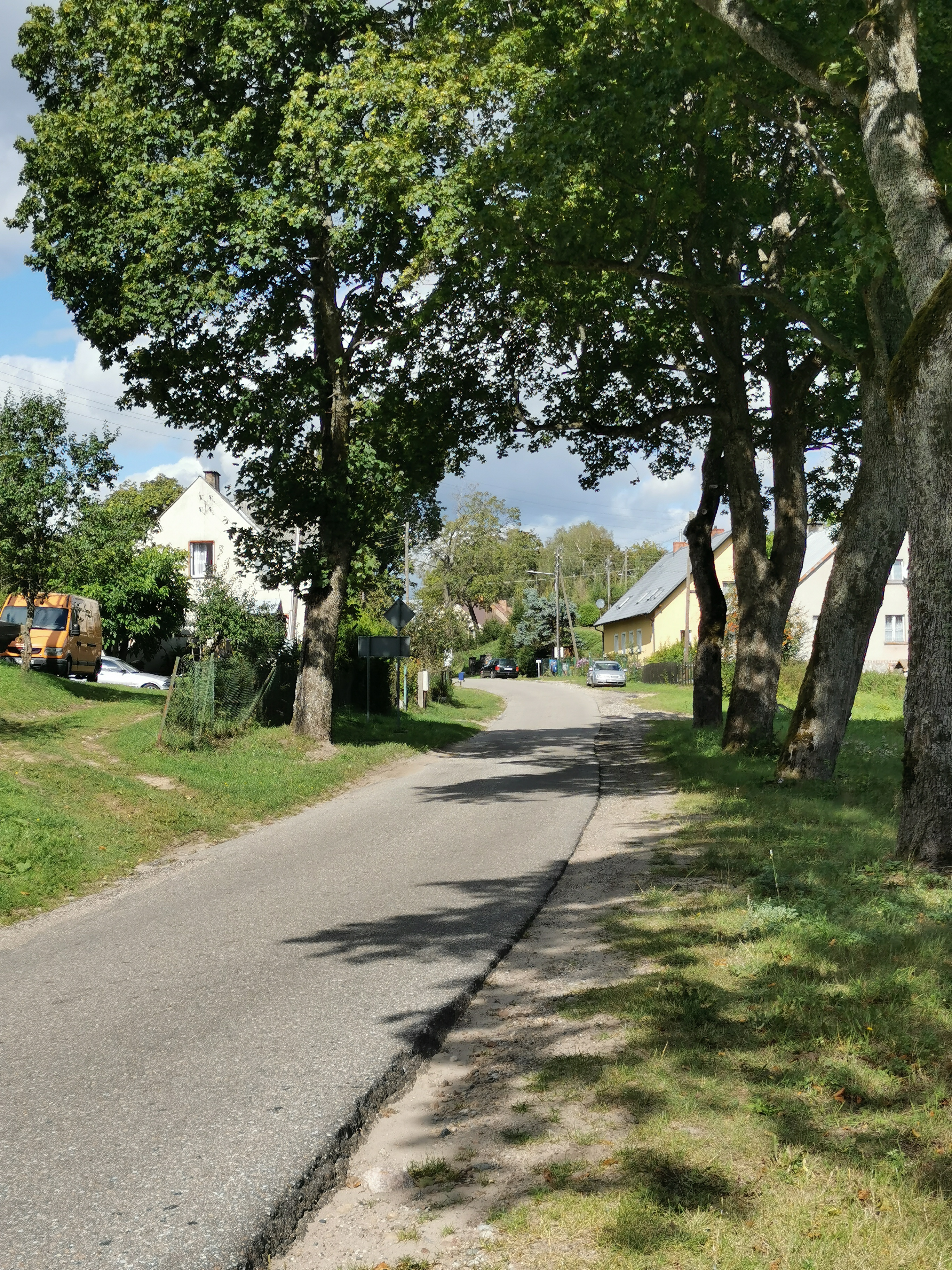
Ortsbild (2019)

## Geographische Lage
Das Dorf liegt in Hinterpommern, etwa 185 Kilometer nordöstlich von Stettin. Die nächsten Nachbarorte sind Ponikła (Ponickel) im Nordwesten, Pożyczki (Juliushof) im Süden und Żabno (Saaben) im Westen.

## Geschichte
Im Herzogtum Pommern ließ im 16. Jahrhundert die adlige Familie Puttkamer ein großes Wald- und Heidegebiet nordöstlich von Rummelsburg, den sogenannten Puttkamer-Wald, besiedeln. Im Rahmen dieser Landnahme wurde, nach der Gründung der Bauerndörfer, auch Grünwalde angelegt. In Grünwalde gab es einen Gutsbetrieb, der durch die Naturaldienste der Bauern des benachbarten, ebenfalls im 16. Jahrhundert angelegten Bauerndorfes Saaben bewirtschaftet wurde. Erster bekannter Besitzer und wohl auch Gründer von Grünwalde war Nikolaus Puttkamer auf Treblin. Dessen Nachfahre Georg Christian von Puttkamer erbte 1746 Grünwalde und weitere Güter und konnte sie 1750 in Besitz nehmen; er wurde 1756 Landrat. 
Im Jahre 1784 gab ein Vorwerk im Dorf, also den eigentlichen Gutsbetrieb, zwei kleine Vorwerke auf der Feldmark, nämlich die „Rolle“ und das Vorwerk bei der Gewiesenschen Mühle, und mehrere Buschkaten. Anfang des 19. Jahrhunderts wurden acht solche kleine Vorwerke oder Buschkaten gezählt: Pferdebude, Posischken, Pottack, Grenzkaten, Plampi, Schmolenkenkaten, Gusenberg und Fuchskaten. Nach 1843 wurden das Vorwerk Steinau und eine Ziegelei angelegt, dafür wurden einige Buschkaten aufgegeben. Nach 1871 wurde Fuchskaten aufgegeben.

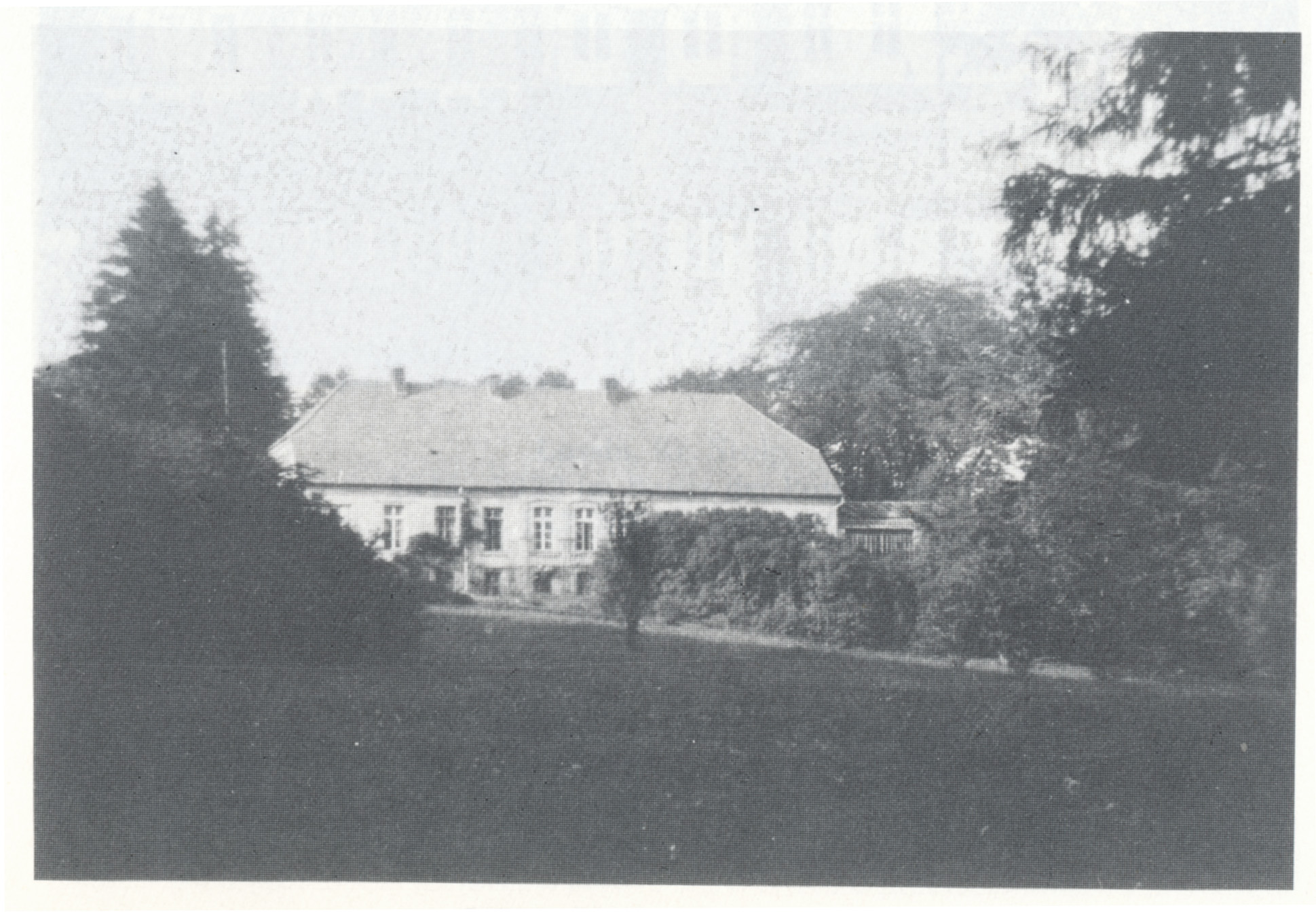
Herrenhaus der Familie von Puttkamer (um 1880)

Nach dem Tod des Landrats Georg Christian von Puttkamer erbte 1789 sein Enkel Friedrich Albert Theodor von Puttkamer seine Güter, darunter auch Grünwalde. Er verkaufte sie aber bald wieder. 1809 konnte mit Kaspar Friedrich Bogislav von Puttkamer wieder ein Angehöriger der Familie Puttkamer Grünwalde erwerben. 
Das Vorwerk Steinau wurde 1905 aufgesiedelt und 1901/08 als eine eigene Landgemeinde ausgegliedert. Der Gutsbezirk Grünwalde im Kreis Rummelsburg der preußischen Provinz Pommern zählte im Jahre 1910 242 Einwohner, von denen 60 im Vorwerk Juliushof lebten. 
Im Rahmen der Auflösung der Gutsbezirke in Preußen wurde im Jahre 1928 die der Gutsbezirk Grünwalde mit der benachbarten Landgemeinde Saaben und dem benachbarten Gutsbezirk Ponickel zur neuen Landgemeinde Grünwalde-Saaben zusammengefasst.
Im Jahre 1930 kaufte ein Bürgerlicher das Gut Grünwalde und teilte es 1932 in 19 Rentengüter auf. Das verbleibende Restgut wurde 1935 von der Pommerschen Landgesellschaft aufgekauft, die es 1935/1936 in 9 Bauernstellen umwandelte.

## Söhne und Töchter des Ortes
- Georg Christian von Puttkamer (1716–1789), preußischer Landrat des Rummelsburger Kreises und des Flemmingschen Kreises
- Jacob Otto von Wobeser (1738–1811), preußischer Kammerdirektor und Landrat